# 武蔵野銀行
株式会社武蔵野銀行（むさしのぎんこう、英: The Musashino Bank, Ltd.）は、埼玉県さいたま市大宮区に本店を置く地方銀行である。
行名に含まれる「武蔵野」は「武蔵国の野原」を意味し、旧武蔵国の一部である埼玉県内を主な営業基盤とする。

## 概要

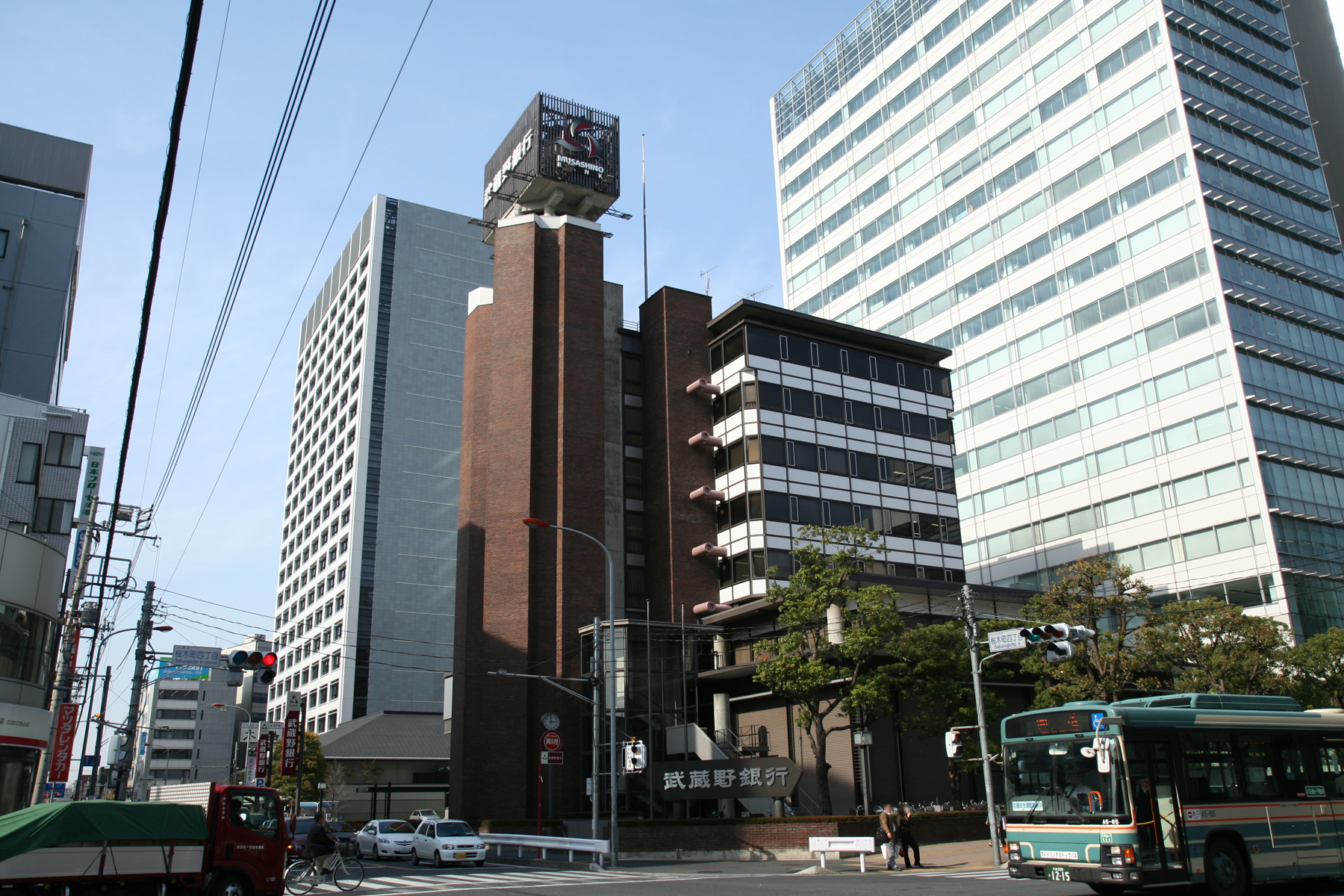
旧本店ビル（1969年 - 2018年）

内閣書記官長や貴族院議員を務めた遠藤柳作がデフレ下における資金難の救済を称えて、青木正、上原正吉、横川重次、貫井清憲、馬場元治など埼玉県内外の政治家に呼びかけて発起し、旧野村合名出身の熊田克郎を経営陣に迎え、1952年（昭和27年）4月に開業した。
設立にあたっては、県内においてトップシェアを握っていた埼玉銀行が反対していたため、経営理念に潜在預金余力の開拓とそれによって集めた預金を主に中小企業への融資として運用を図るなどを方針に盛り込み、営業店の開設は昭和40年代初頭まで20店台に抑制した。その後、1969年（昭和44年）4月に埼玉銀が都市銀行へと転換したことや、県南部が東京のベッドタウンとして人口が急増した状況を踏まえ、新工業都市や公団住宅を含む団地・住宅地、市街地へと店舗網を広げていった。
1991年（平成3年）4月、埼玉銀と協和銀行が対等合併してあさひ銀行が発足、同行は本店を東京に置いた。このため、県内に本店を置く唯一の銀行となるが、2003年（平成15年）3月、埼玉りそな銀行が発足し、再び埼玉に大規模な銀行が誕生した。これを受け、武蔵野銀は「県民の銀行」をキャッチコピーとして、地元銀行であることを強くアピールするようになった。なお、武蔵野銀は大和銀行を親密先とし、長らく筆頭株主だったが、後に株式は大和銀から三菱東京フィナンシャル・グループに売却されている。
2010年代に突入すると地銀再編の潮流の中で、2016年（平成28年）には千葉銀行と包括提携である「千葉・武蔵野アライアンス」を締結、翌年4月17日には千葉銀と共同で千葉・武蔵野アライアンスを設立した。統合に依らない経営戦略を模索するなか、市場規模が大きい都内では千葉銀と共同で支店を設けている。
武蔵野銀は保証協会付き融資を好む行風であるとされ、県内の自営業者を除く企業・法人においては、単独のメインバンクを担うケースは稀であるとされる。また県内における大部分の自治体から武蔵野銀は指定代理金融機関を受託している中、秩父郡横瀬町からは指定金融機関を受託。このほか生活・経済圏が埼玉と一体化している茨城県猿島郡五霞町にも支店を構え、町の指定金融機関を受託している。

### 本店
旧本店ビルを解体の上で建設を進めた新本店ビルが完成し、2021年（令和3年）12月13日、開業式典が開かれ、1階の本店営業部も同日オープンした。投資金額は約170億円。入り口には「武蔵野の森」として地元の樹木を植栽。大宮駅西口のペデストリアンデッキと直結した2階には、地域創生スペース「M's SQUARE」を設置して一般開放する。また災害時に帰宅困難者ら200人をビル内に受け入れるほか、3日分の食料などを用意。72時間稼働する自家発電設備も備えた。

### コーポレートアイデンティティ
2005年（平成17年）に、20年以上使用されてきたロゴタイプ（和文の「武蔵野銀行」）と緑色のコーポレートカラーをワインレッドへと一新。従来からの行章（△形）を発展させたシンボルマークを新たに導入した。これに伴い、「ぶぎん」の略称とロゴはパンフレットなどではあまり用いられなくなった。
また最近では、埼玉県内の地域別にキャッチフレーズをつけている。

## 沿革
- 1952年（昭和27年） - 埼玉県大宮市（現・さいたま市大宮区）に、資本金100,000,000円・店舗数8で設立[12]。
- 1969年（昭和44年）
  - 8月 - 本店完成[12]。
  - 10月 - 東京証券取引所第2部上場[12]。
- 1970年（昭和45年） - 東京証券取引所第1部へ指定換え。
- 1975年（昭和50年）2月 - 総合オンライン稼動[12]。
- 2003年（平成15年）1月14日 - 北埼信用組合を合併[12]。
- 2006年（平成18年）1月4日 - 勘定系システムを「じゅうだん会共同版システム」に移行[13]。
- 2008年（平成20年）8月4日 - 常陽銀行、関東つくば銀行（現・筑波銀行）、千葉銀行、東京都民銀行（現・きらぼし銀行）、横浜銀行とのATM相互無料・振込手数料優遇提携を開始。
- 2012年（平成24年）9月 - 新事務センター完成[12]。
- 2014年（平成26年）2月 - ぶぎんビジネスサービス株式会社を清算[12]。
- 2016年（平成28年） - 千葉銀行と包括提携である千葉・武蔵野アライアンスを締結。
- 2017年（平成29年）
  - 4月17日 - 千葉銀行と共同で千葉・武蔵野アライアンス株式会社を設立[8]。
  - 5月 - 本店ビルの建て替えを発表。現在地に地上14階、地下2階、高さ約90メートルのビルを新築する。2021年竣工[14]。
  - 9月 - 千葉市内の証券システム用サーバーの入れ替えが完了し、証券システムの共同利用を開始。
  - 11月 - ATM監視業務等の運用を千葉銀行と共同化を開始。
- 2018年（平成30年）
  - 2月13日 - 本店ビルの建て替え工事のため、さいたま市大宮区大成町3丁目264番地2の仮店舗において本店営業部の業務を開始[15]。
- 2019年（平成31年/令和元年）
  - 3月1日 - 信託業務の兼営認可を取得し、4月から業務を開始[16]。
- 2021年（令和3年）
  - 12月13日 - 新本店ビルの開業式典が開かれ、1階の本店営業部も同日オープン。
- 2023年（令和5年）
  - 1月31日 - 東京都庁と、都内中堅・中小企業向けサステナブルファイナンス活性化に向けた連携協定の締結を発表[17]。
  - 6月23日 - 仕組み債の販売を巡って、金融庁関東財務局から金融商品取引法に基づく業務改善命令を受ける[18][19]。

## 外部認証
- 「武蔵野銀行事務センター新別棟」は、第三者認証としてJHEP認証を受けている。

## 関係会社

### 連結子会社
- ぶぎん総合リース株式会社
- ぶぎん保証株式会社
- むさしのカード株式会社
- ぶぎんシステムサービス株式会社
- 株式会社ぶぎん地域経済研究所
- 株式会社ぶぎんキャピタル
- むさしのハーモニー株式会社

### 持分法適用関連会社
- ちばぎんアセットマネジメント株式会社

## ギャラリー

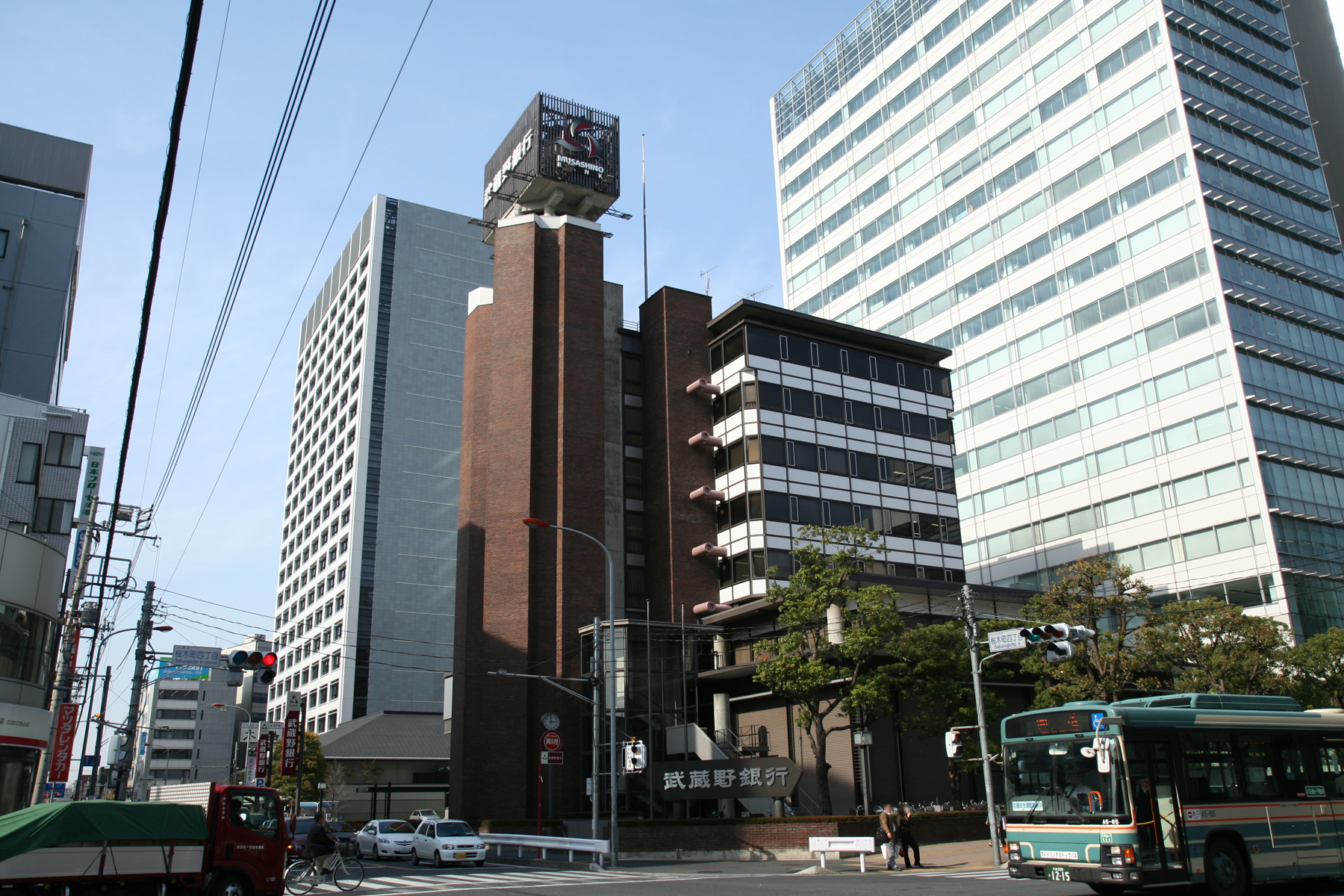
旧本店
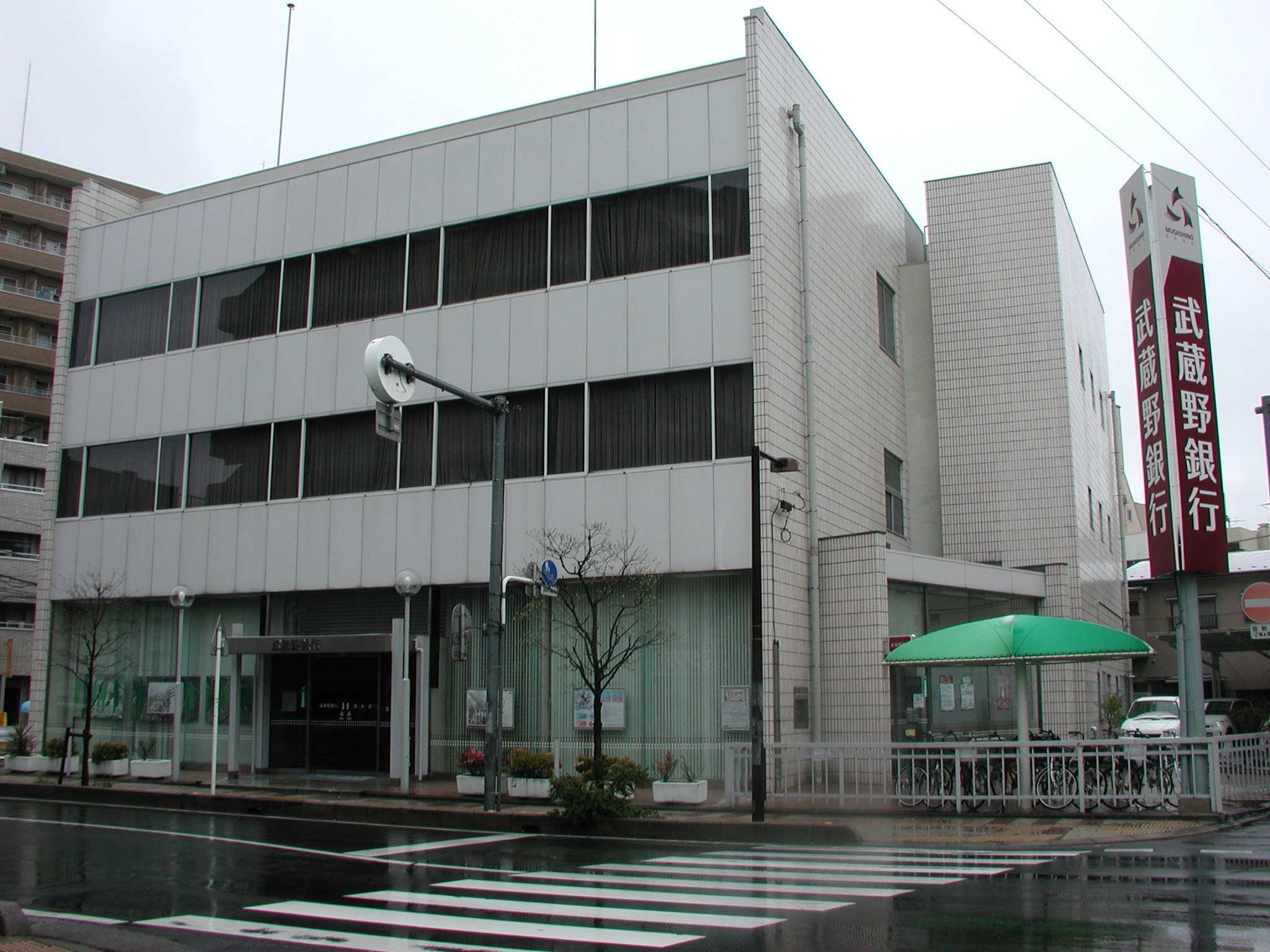
蕨支店